# Банувка
Бану́вка, Мамо́новка (пол. Banówka, рос. Мамоновка) — річка в Польщі та Російській Федерації, впадає у Балтійське море.
Протікає територією Калінінградської області і Вармінсько-Мазурського воєводства. Гирло річки знаходиться в Калінінградській затоці. Довжина річки — 51 км, площа її водозбірного басейну — 311 км.
За 8 км від гирла, з лівого берега впадає річка Омаза (Ігнатівка). За 6 км від гирла, з лівого берега впадає річка Латва (Витушка).
На річці розташоване місто Мамоново.